# Ahmad Szahin
Ahmad Muhammad Szahin (arab. أحمد محمد شاهين) – egipski zapaśnik walczący w stylu klasycznym. Srebrny medalista igrzysk afrykańskich w 1978. Mistrz Afryki w 1979 i trzeci w 1982 roku.